# Annett Böhm
Annett Böhm, född den 8 januari 1980 i Meerane, Tyskland, är en tysk judoutövare.
Hon tog OS-brons i damernas mellanvikt i samband med de olympiska judotävlingarna 2004 i Aten.